# Henri Duvillard (Skirennläufer)
Henri „Dudu“ Duvillard (* 23. Dezember 1947 in Megève) ist ein ehemaliger französischer Skirennläufer. Ende der 1960er und zu Beginn der 1970er Jahre gehörte er zu den weltweit erfolgreichsten Athleten. Er gewann sechs Weltcuprennen in allen drei damals ausgetragenen Disziplinen und wurde zweimal Zweiter der Gesamtwertung des Alpinen Skiweltcups. Er ist der Bruder von Adrien Duvillard und der Onkel von Adrien Duvillard junior, die beide ebenfalls Skirennläufer waren.

## Biografie
Die ersten Weltcuppunkte gewann Duvillard am 29. Januar 1967 als Zehnter des Slaloms in seinem Geburtsort Megève. Der erste Podestplatz folgte am 12. Dezember 1968 im Riesenslalom von Val-d’Isère. Schon am 15. Dezember 1968 gewann er, mit Start-Nr. 31, am selben Ort die allerdings nicht zum Weltcup zählende Abfahrt. Etwas mehr als einen Monat später realisierte er – wieder in Megéve – am 24. Januar 1969 seinen ersten Weltcupsieg, als er mit Start-Nr. 30 die Abfahrt für sich entschied. In der Folge etablierte er sich in allen drei damals ausgetragenen Disziplinen an der Weltspitze. Bei den Weltmeisterschaften 1970 in Gröden wurde er den hohen Erwartungen jedoch nicht gerecht und fuhr in der Abfahrt lediglich auf Platz 25.
Sowohl in der Saison 1970/71 als auch in der Saison 1971/72 war Duvillard jeweils Zweiter der Gesamtwertung des Skiweltcups. Beide Male musste er sich dem Italiener Gustav Thöni geschlagen geben. Auch bei den Olympischen Winterspielen 1972 in Sapporo gewann Duvillard keine Medaille: Im Slalom verpasste er als Vierter knapp einen Podestplatz, in der Abfahrt verlor er viel Zeit und im Riesenslalom schied er aus.
Auch die übrigen hoch favorisierten französischen Skiläufer blieben ohne Medaille, was zu einer gehässigen Pressekampagne führte. Der Skiverband ernannte mit Georges Joubert einen neuen Trainer, mit dem sich jedoch zahlreiche Athleten überhaupt nicht verstanden. Zwar konnte Duvillard im Januar 1973 ein Rennen gewinnen, sonst blieben seine Leistungen aber eher durchschnittlich. Zu Beginn der Saison 1973/74 wurden Duvillard sowie Patrick Russel und Jean-Noël Augert vom Verband wegen angeblicher Ungehorsamkeit aus dem Kader gestrichen und dadurch zum Karriereende gezwungen.
1974 zog Duvillard in die USA und beteiligte sich dort während drei Jahren an der damals populären Profi-Skitour. 1975/76 gewann er die Gesamtwertung und trat anschließend vom Spitzensport zurück. Duvillard ist seither als Designer von Skimode tätig. Er ist mit der ehemaligen Skirennläuferin Britt Lafforgue verheiratet, sein Schwiegervater war Maurice Lafforgue.

## Erfolge

### Olympische Spiele
- Sapporo 1972: 4. Slalom, 19. Abfahrt

### Weltmeisterschaften
- Gröden 1970: 25. Abfahrt

### Weltcupwertungen
| Saison  | Gesamt | Gesamt | Abfahrt | Abfahrt | Riesenslalom | Riesenslalom | Slalom | Slalom |
| Saison  | Platz  | Punkte | Platz   | Punkte  | Platz        | Punkte       | Platz  | Punkte |
| ------- | ------ | ------ | ------- | ------- | ------------ | ------------ | ------ | ------ |
| 1967    | 42.    | 1      | –       | –       | –            | –            | 30.    | 1      |
| 1968/69 | 6.     | 91     | 2.      | 60      | 9.           | 22           | 16.    | 9      |
| 1969/70 | 8.     | 81     | 3.      | 55      | 16.          | 11           | 18.    | 15     |
| 1970/71 | 2.     | 135    | 4.      | 53      | 4.           | 60           | 13.    | 22     |
| 1971/72 | 2.     | 142    | 6.      | 43      | 5.           | 49           | 6.     | 50     |
| 1972/73 | 11.    | 90     | 13.     | 13      | 8.           | 46           | 6.     | 36     |

### Weltcupsiege
| Datum             | Ort                  | Land        | Disziplin    |
| ----------------- | -------------------- | ----------- | ------------ |
| 24. Januar 1969   | Megève               | Frankreich  | Abfahrt      |
| 10. Januar 1970   | Wengen               | Schweiz     | Abfahrt      |
| 13. Dezember 1970 | Sestriere            | Italien     | Abfahrt      |
| 9. Januar 1971    | Madonna di Campiglio | Italien     | Riesenslalom |
| 9. Januar 1972    | Berchtesgaden        | Deutschland | Slalom       |
| 19. Januar 1973   | Megève               | Frankreich  | Riesenslalom |

### Französische Meisterschaften
- Französischer Meister im Riesenslalom 1970 und in der Abfahrt 1971

### Weitere Erfolge
- Sieg Abfahrt Val d’Isère 15. Dezember 1968[2]
- Rang 3 Lauberhorn-Kombination 11./12. Januar 1969[3]
- Sieg Kombination Sestriere 13./14. Dezember 1970[4]
- Sieg Riesenslalom Crans-Montana am 5./6. Februar 1971 (Arlberg-Kandahar-Ersatzrennen)[5]
- Sieg Hahnenkamm-Kombination 15./16. Januar 1972[6]